# Irving Langmuir
Irving Langmuir /ˈlæŋmjʊr/ (Brooklyn, 31 de janeiro de 1881 — Woods Hole, 16 de agosto de 1957) foi um físico-químico norte-americano. Sua publicação mais notável foi o famoso artigo de 1919 "O Acordo de elétrons nos átomos e moléculas", no qual, com base na teoria do átomo cúbico de Gilbert Newton Lewis e a teoria da ligação química de Walther Kossel, ele descreveu sua "teoria concêntrica da estrutura atômica". Langmuir tornou-se envolvido em uma disputa de prioridade com Lewis sobre este trabalho; habilidades de apresentação de Langmuir foram o grande responsável pela popularização da teoria, embora o crédito para a própria teoria pertence principalmente a Lewis. Enquanto na General Electric, de 1909-1950, Langmuir avançou vários campos básicos da física e da química, inventou a lâmpada incandescente preenchida a gás, a técnica de soldagem de hidrogênio, e foi agraciado com o Prêmio Nobel de Química em 1932 por seu trabalho em química de superfície. O Laboratório de Langmuir para a Pesquisa Atmosférica perto Socorro, Novo México, foi nomeado em sua honra assim como a Sociedade Americana de Química, chamou o jornal de ciência de superfícies de Langmuir.

## Vida e obra
Irving Langmuir nasceu no Brooklyn, Nova Iorque, em 31 de janeiro de 1881. Ele foi o terceiro dos quatro filhos de Charles Langmuir e Sadie, née Comings. Langmuir estudou na Universidade Columbia e Universidade de Göttingen. 
Desde 1932 até a sua aposentadoria em 1950, foi diretor adjunto do laboratório de pesquisa da General Electric Company. Trabalhou no desenvolvimento de lâmpadas de tungstênio, em dispositivo de descarga de elétrons, em bombas de vácuo e em soldas de hidrogênio atômico. Introduziu pela primeira vez o termo plasma.
Langmuir desenvolveu com seu colega norte-americano Gilbert Lewis uma teoria de ligação química e valência baseada na estrutura atômica, atualmente conhecida como "teoria de Langmuir-Lewis". A pesquisa de Langmuir sobre a física das nuvens o levou à estimulação de chuva artificial.
Por seu trabalho em películas monomoleculares e em química de superfícies recebeu o Nobel de Química de 1932.